# Austin Aztex FC

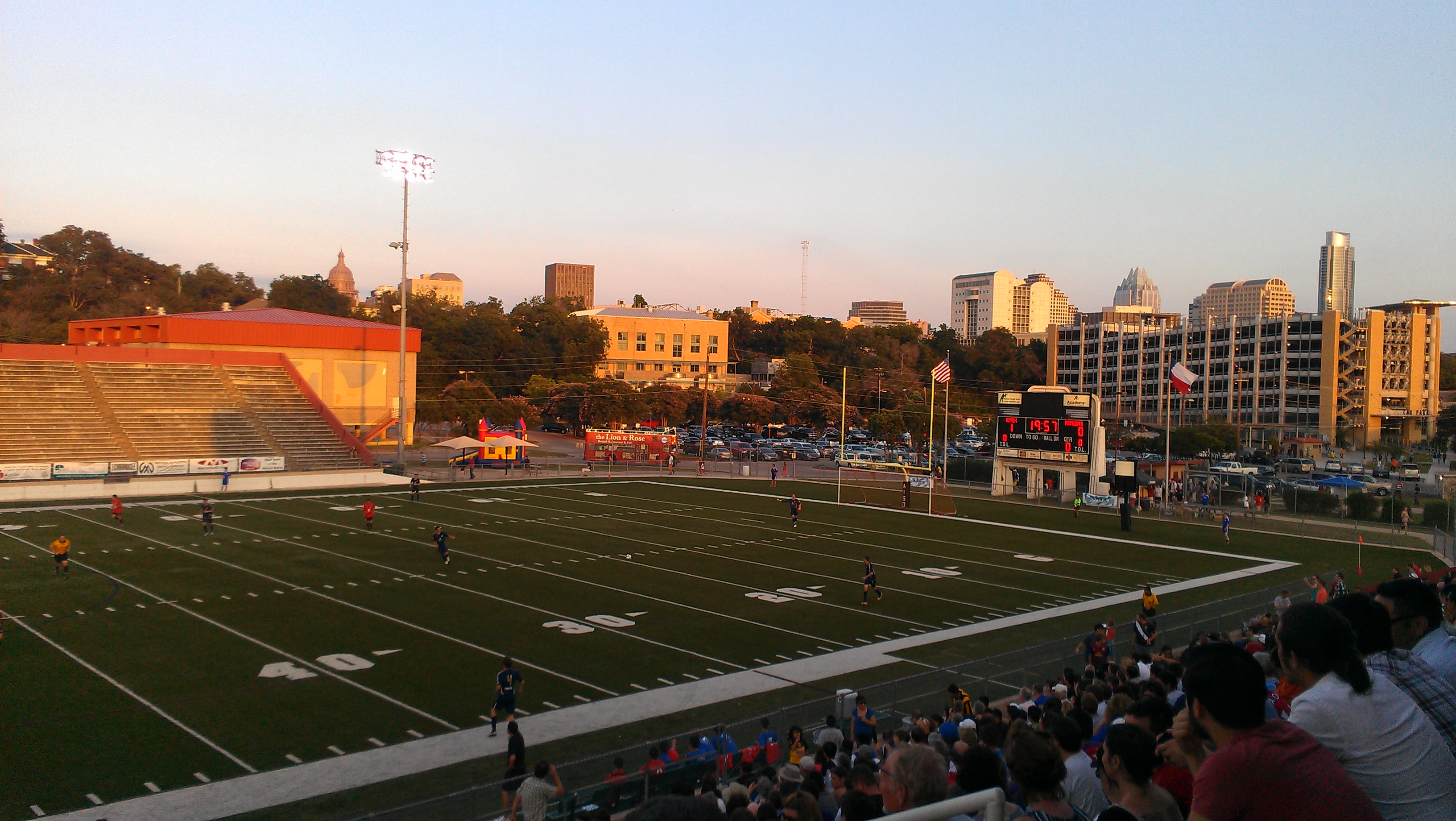
El primer juego en casa del Austin Aztex ante El Paso Patriots el 19 de mayo del 2012.

El Austin Aztex fue un equipo de fútbol de los Estados Unidos que formaba parte de la United Soccer League, entonces la tercera liga de fútbol más importante del país.

## Historia
Fue fundado en el año 2011 en la ciudad de Austin, Texas como la reencarnación del Austin Aztex,  que existió entre 2008 y 2010 y fue trasladado a Orlando y renombrado como Orlando City SC.
En setiembre del 2011 se anunció que el club jugaría en la USL Premier Development League para la temporada 2012 y su primer partido lo jugaron de visita ante el Texas Dutch Lions, a quienes derrotaron 4-0, con Tony Rocha anotando el primer gol en la historia del club de tiro libre al minuto 6. Su primer partido en casa lo jugaron ante El Paso Patriots con victoria de 6-1, todos los goles hechos por Kristopher Tyrpak.
En la temporada 2015 fue uno de los equipo de expansión en la USL Pro.
En 2017, el club entró en receso y luego en la disolución.

## Temporadas año a año
| Año  | División | Liga     | Temporada Regular | Playoffs             | US Open Cup  |
| ---- | -------- | -------- | ----------------- | -------------------- | ------------ |
| 2012 | 4°       | USL PDL  | 2º, Mid-South     | Final de Conferencia | No clasificó |
| 2013 | 4°       | USL PDL  | 1º, Mid-South     | Campeón              | 2ª Ronda     |
| 2014 | 4°       | USL PDL  | 1st, Mid-South    | Final de Conferencia | 2ª Ronda     |
| 2015 | 3°       | USL      | 9no, Western      | No clasificó         | 4ª Ronda     |
| 2016 | En pausa | En pausa | En pausa          | En pausa             | En pausa     |
| 2017 | Disuelto | Disuelto | Disuelto          | Disuelto             | Disuelto     |

## Palmarés
- USL Premier Development League: 1

2013
- USL PDL Mid-South Division: 2

2013, 2014
- USL PDL Southern Conference: 1

2013